# Burkards Dzenis
Burkards Dzenis, né le 11 juillet 1879 dans le Stopiņi et mort le 17 août 1966 à Dayton, aux États-Unis, est un sculpteur letton. Il s'est exilé en Allemagne, en 1944, puis, en 1950, aux États-Unis où il demeura jusqu'à la fin de sa vie.

## Biographie
Comme les deux autres pionniers de la sculpture lettone - Teodors Zaļkalns et Gustavs Šķilters - Dzenis a fait ses études à l'Académie d'art et d'industrie Stieglitz de Saint-Petersbourg, avant de partir à Paris se perfectionner auprès d'Auguste Rodin.
Il est, entre autres, auteur du monument du peintre Janis Rozentāls qui se trouve devant le bâtiment du Musée national des arts de Lettonie, du bas-relief de bronze du dramaturge Ādolfs Alunāns au parc d'Alunāns à Jelgava.

## Source
- (lv) Cet article est partiellement ou en totalité issu de l’article de Wikipédia en letton intitulé « Burkards Dzenis » (voir la liste des auteurs).